# Андији (Долина Оазе)
Андији (фр. Andilly) је насељено место у Француској у региону Париски регион, у департману Долина Оазе.
По подацима из 2011. године у општини је живело 2520 становника, а густина насељености је износила 923,08 становника/km².

## Демографија
| 1962. | 1968. | 1975. | 1982. | 1990. | 2011. |
| ----- | ----- | ----- | ----- | ----- | ----- |
| 1.277 | 1.519 | 1.652 | 1.589 | 2.116 | 2.520 |